# Joan Capdevila
Joan Capdevila Méndez (Tàrrega, 3 februari 1978) is een Spaans voormalig profvoetballer die bij voorkeur als linkervleugelverdediger speelde. In juli 2017 zette hij op negenendertigjarige leeftijd een punt achter zijn profcarrière. In oktober 2002 debuteerde hij in het Spaans voetbalelftal, waarvoor hij zestig interlands speelde en zowel het EK als het WK won.

## Clubvoetbal
Capdevilla begon als profvoetballer bij RCD Espanyol. Na één seizoen voor het eerste elftal te hebben gespeeld, vertrok de Catalaan naar topclub Atlético Madrid. Capdevila was een vaste waarde voor de Madrileense club, maar in 2000 degradeerde Atlético verrassend van de Primera División naar de Segunda División A. Samen met doelman José Francisco Molina en middenvelder Juan Carlos Valerón vertrok Capdevila van Atlético naar Deportivo La Coruña. Met de Galicische club veroverde hij in 2002 de Copa del Rey. Hij verruilde in juli 2007 Deportivo La Coruña voor Villarreal. In juli 2011 vertrok hij naar het Portugese SL Benfica. Een jaar later keerde Capdevila terug bij zijn oude club Espanyol. In 2014 speelde hij enkele maanden in India bij NorthEast United FC en in januari 2015 sloot hij aan bij Lierse SK. In het seizoen 2015/16 kwam hij uit voor Rapid Boekarest.

## Nationaal elftal
Capdevila maakte deel uit van het Olympisch elftal van Spanje dat op de Olympische Zomerspelen van 2000 in Sydney de zilveren medaille won. Op 16 oktober 2002 debuteerde de verdediger in het Spaanse nationale team tegen Paraguay. Door de sterke concurrentie voor de linksbackpositie met Antonio López, Asier Del Horno en later ook de genaturaliseerde Argentijn Mariano Pernía, speelde Capdevila aanvankelijk weinig wedstrijden voor het nationale elftal. Hij behoorde in 2004 wel tot de Spaanse selectie voor het EK in Portugal. In 2006 behoorde Capdevila tot de voorselectie voor het WK, maar uiteindelijk was de Catalaan een van de afvallers. Uiteindelijk werd Capdevila toch een vaste waarde voor Spanje op de linksbackpositie en was hij  basisspeler op het EK 2008 en het WK 2010. Beide toernooien werden door Spanje gewonnen. Capdevila was tevens een vaste waarde in het Catalaans voetbalelftal.

## Spelersstatistieken
| Seizoen | Club                | Land              | Competitie          | Duels | Doelp. |
| ------- | ------------------- | ----------------- | ------------------- | ----- | ------ |
| 1996/97 | Tàrrega             | Vlag van Spanje   | Tercera División    | 34    | 16     |
| 1997/98 | Espanyol B          | Vlag van Spanje   | Segunda División B  | 34    | 22     |
| 1998/99 | Espanyol            | Vlag van Spanje   | Primera División    | 29    | 21     |
| 1999/00 | Atlético Madrid     | Vlag van Spanje   | Primera División    | 30    | 20     |
| 2000/01 | Deportivo La Coruña | Vlag van Spanje   | Primera División    | 16    | 17     |
| 2001/02 | Deportivo La Coruña | Vlag van Spanje   | Primera División    | 20    | 15     |
| 2002/03 | Deportivo La Coruña | Vlag van Spanje   | Primera División    | 24    | 25     |
| 2003/04 | Deportivo La Coruña | Vlag van Spanje   | Primera División    | 27    | 19     |
| 2004/05 | Deportivo La Coruña | Vlag van Spanje   | Primera División    | 21    | 14     |
| 2005/06 | Deportivo La Coruña | Vlag van Spanje   | Primera División    | 36    | 17     |
| 2006/07 | Deportivo La Coruña | Vlag van Spanje   | Primera División    | 34    | 17     |
| 2007/08 | Villarreal          | Vlag van Spanje   | Primera División    | 36    | 15     |
| 2008/09 | Villarreal          | Vlag van Spanje   | Primera División    | 36    | 18     |
| 2009/10 | Villarreal          | Vlag van Spanje   | Primera División    | 37    | 19     |
| 2010/11 | Villarreal          | Vlag van Spanje   | Primera División    | 31    | 15     |
| 2011/12 | Benfica             | Vlag van Portugal | Primeira Liga       | 18    | 27     |
| 2012/13 | Espanyol            | Vlag van Spanje   | Primera División    | 27    | 29     |
| 2013/14 | Espanyol            | Vlag van Spanje   | Primera División    | 8     | 20     |
| 2014/15 | NorthEast United    | Vlag van India    | Indian Super League | 6     | 14     |
| 2014/15 | Lierse SK           | Vlag van België   | Jupiler Pro League  | 4     | 19     |
| 2016/17 | Santa Coloma        | Vlag van Andorra  | Primera Divisió     | 5     | 16     |
| Totaal  | Totaal              | Totaal            | Totaal              | 513   | 395    |

## Erelijst
Deportivo La Coruña
- Copa del Rey: 2001/02
- Supercopa de España: 2002

 Benfica
- Taça da Liga: 2011/12

 Santa Coloma
- Primera Divisió: 2016/17

 Spanje
- FIFA WK: 2010
- UEFA EK: 2008

1 Aranzubia ·
2 Lacruz ·
3 Capdevila ·
4 Marchena ·
5 Vergara ·
6 Albelda ·
7 Angulo ·
8 Xavi ·
9 José Marí ·
10 Gabri ·
11 Ferrón ·
12 Puyol ·
13 Luque ·
14 Amaya ·
15 Ismael ·
16 Velamazán · 
17 Tamudo ·
18 Ortiz ·
19 Dorado ·
20 Ania · 
21 Jesuli ·
22 Láinez ·
Coach: Sáez
1 Cañizares ·
2 Capdevila ·
3 Marchena ·
4 Albelda ·
5 Puyol ·
6 Helguera ·
7 Raúl  ·
8 Baraja ·
9 Torres ·
10 Morientes ·
11 Luque ·
12 Gabri ·
13 Aranzubia ·
14 Vicente ·
15 Bravo ·
16 Alonso ·
17 Etxeberria ·
18 César ·
19 Joaquín ·
20 Xavi ·
21 Valerón ·
22 Juanito ·
23 Casillas ·
Coach: Sáez
1 Casillas  ·
2 Albiol ·
3 Navarro ·
4 Marchena ·
5 Puyol ·
6 Iniesta ·
7 Villa ·
8 Xavi ·
9 Torres ·
10 Fàbregas ·
11 Capdevila ·
12 Cazorla ·
13 Palop ·
14 Alonso ·
15 Ramos ·
16 García ·
17 Güiza ·
18 Arbeloa ·
19 Senna ·
20 Juanito ·
21 Silva ·
22 De la Red ·
23 Reina ·
Coach: Aragonés
1 Casillas  ·
2 Albiol ·
3 Piqué ·
4 Marchena ·
5 Puyol ·
6 Hernández ·
7 Villa ·
8 Xavi ·
9 Torres ·
10 Fàbregas ·
11 Capdevila ·
12 Busquets ·
13 López ·
14 Alonso ·
15 Ramos ·
16 Llorente ·
17 Güiza ·
18 Riera ·
19 Arbeloa ·
20 Cazorla ·
21 Silva ·
22 Mata ·
23 Reina ·
Coach: Del Bosque
1 Casillas  ·
2 Albiol ·
3 Piqué ·
4 Marchena ·
5 Puyol ·
6 Iniesta ·
7 Villa ·
8 Xavi ·
9 Torres ·
10 Fàbregas ·
11 Capdevila ·
12 Valdés ·
13 Mata ·
14 Alonso ·
15 Ramos ·
16 Busquets ·
17 Arbeloa ·
18 Pedro ·
19 Llorente ·
20 Martínez ·
21 Silva ·
22 Navas ·
23 Reina ·
Coach: Del Bosque